# El dinero
El Dinero (en francés: L'Argent) es una película francesa de drama, dirigida por Robert Bresson en 1983. Se encuentra libremente inspirada en la primera parte de la novela de León Tolstói, El cupón falso. Fue la última película de Bresson. Obtuvo el premio a mejor director en el Festival de Cine de Cannes de 1983.

## Argumento
Un joven entra en el estudio de su padre para reclamar una asignación mensual. Su padre accede obligado a darle el dinero, pero el hijo lo presiona para que le dé más, recordándole una deuda de la escuela que deben pagar. El padre lo echa, apelando a los errores de la madre. Esto lo lleva a empeñar su reloj a un amigo que, en lugar de pagarle, le da un billete falso de 500 francos. 
Los chicos intercambian el billete falso en un negocio de fotografías, con el pretexto de comprar un portarretratos. Cuando el dueño se da cuenta, regaña a su pareja por su falta de cuidado. Ella se defiende reclamándole a él por haber aceptado dos billetes falsos la semana anterior. Él promete deshacerse de todos los billetes falsos que tengan, en la próxima oportunidad que encuentre, la cual llega cuando el gasista, Yvon, llega con la factura.
Yvon intenta pagar la cuenta de un restaurante con los billetes falsos, pero el camarero los reconoce. Yvon es arrestado, pero evita ir a la cárcel; sin embargo, pierde su trabajo. Necesitado de dinero, ayuda a un amigo en un robo a un banco, como conductor del vehículo en el que huyen.
El robo es detenido por la policía, e Yvon es arrestado. Lo sentencian a 3 años de prisión. Mientras está arrestado, fallece su hija y su mujer le escribe una carta diciendo que lo abandona para comenzar una nueva vida.
Al salir de prisión, Yvon no tiene nada. De inmediato, mata a los guardias de un hotel para robarles la caja. Luego se esconde en la casa de una amable mujer y su familia. Pasa un poco de tiempo, y una noche Yvon mata a todos con un hacha. Va a un restaurante, le confiesa a un oficial de policía y es arrestado.

## Reparto
- Christian Patey como Yvon Targe.
- Vincent Risterucci como Lucien.
- Caroline Lang como Elise.
- Sylvie Van den Elsen como la mujer canosa.
- Michel Briguet como el padre de la mujer canosa.
- Béatrice Tabourin como la fotógrafa.
- Didier Baussy como el fotógrafo.
- Marc Ernest Fourneau como Norbert.
- Bruno Lapeyre como Martial.

## Producción
Bresson empezó a trabajar primero en el guion de la película, en 1977. El mismo está basado en El cupón falso, de León Tolstói. Más tarde, Bresson dijo que era la película “con la que estoy más satisfecho – o al menos es en la que encontré la mayor cantidad de sorpresas cuando estuvo terminada – cosas que no esperaba.”

## Recepción
La película fue estrenada en Francia, el 18 de mayo de 1983 por MK2 Diffusion.

### Críticas
Vincent Canby escribió en The New York Times: “Ese Robert Bresson, el veterano director francés, es todavía uno de los realizadores cinematográficos más rigurosos y talentosos del mundo, es evidente con la llegada de su hermosa y astringente película, El Dinero". Canby escribió: “Como todas las películas de Bresson, El Dinero no puede ser interpretada exclusivamente en términos sociales, políticos o psicológicos… El Dinero podría ubicarse en análisis Marxistas, sin embargo, es cualquier cosa menos Marxista. Es demasiado poética – demasiado interesada en los misterios del espíritu."

### Premios
Bresson recibió el premio al mejor director en el Festival de Cine de Cannes en 1983, compartido con Andrei Tarkovsky por Nostalghia. El Dinero fue nominado a mejor sonido (Best Sound) en los Premios César de 1984. Además, ganó el National Society of Film Critics Award como Mejor Director de 1984.